# Stephenson Wallace
Stephenson Antonio Wallace (* 11. November 1982) ist ein ehemaliger vincentischer Schwimmer.

## Karriere
Wallace nahm erstmals im Rahmen der Panamerikanischen Spiele 1999 an internationalen Schwimmwettbewerben teil. Ein Jahr später folgte die Teilnahme an den Olympischen Spielen in Sydney. Dort erreichte er über 50 m Freistil Rang 72 von 75. 2003 nahm der Vincenter an den Weltmeisterschaften in Barcelona und den Panamerikanischen Spielen in Santo Domingo teil. Seine letzte Teilnahme an internationalen Wettkämpfen erfolgte 2007 im Zuge der Schwimmweltmeisterschaften in Melbourne.